# تپه‌های طرهان
تپه‌های طرهان مربوط به دوره ساسانیان است و در شهرستان کوهدشت، بخش طرهان، دره سمیره (هولیلان) واقع شده و این اثر در تاریخ ۲۴ شهریور ۱۳۱۰ با شمارهٔ ثبت ۷ به‌عنوان یکی از آثار ملی ایران به ثبت رسیده است.